# ハデス (ダンジョンズ&ドラゴンズ)
ハデス(Hades)、またの名を灰色の荒野ハデス(Gray Wastes of Hades)、あるいは単に灰色の荒野(Gray Wastes)、3つの憂鬱(The Three Glooms)、絶望(Hope's Loss)、底(The Nadir)は、ダンジョンズ&ドラゴンズ・ファンタジー・ロールプレイングゲームにおいて純粋な悪（中立にして悪）の属性を持つ存在の次元界である。これはプレーンスケープ 、グレイホーク 、フォーゴトン・レルム の一部の版、などのキャンペーンセッティングで使用されたダンジョンズ&ドラゴンズ 標準宇宙観を構成する、属性を基にした17の外方次元界の内の1つである。両隣の外方次元界である深き暗闇の幽閉界カルケリ、永遠に荒涼たる苦界ゲヘナと境界を接している。

## 出版の履歴
ハデスと呼ばれる次元界が初めて言及されたのは1977年7月に発売された『ザ・ドラゴン』誌8号掲載の記事、「次元界：D&Dにおける空間と時間の物理的な関係の概念」においてであった。この記事においてゲイリー・ガイギャックスはこの次元界を「ハデスの3つの憂鬱」と記述し、「典型的な下方次元界」の1つと述べた。この次元界は1978年6月に出版されたAD&D第1版のプレイヤーズ・ハンドブック の追補である「既知の存在の次元界」において再度言及され、「完全な悪（中立にして悪）のハデスの3つの憂鬱」と記述された。

## 解説
ハデスはD&D宇宙観において強い悪の属性を帯びた次元界であり、その主題は無関心と絶望である。ハデスでは色彩は褪せてほのかな灰色となり（時折存在する他の次元界へのポータル以外。ポータルはその接続先によって青銅色、銀色、金色など異なる色彩を持つ）、その地自体も可能な限り無情な方向に機能しようとする。この次元界への長時間の滞在は滞在者がこの次元界から立ち去ることへの意欲を失わせる。この次元界の特性である「幽閉」の効果によって無関心と絶望がいや増すためである。最後には彼らの正気と記憶は次第になくなってゆき、この次元界の請願者となってしまう。
英国のRPG雑誌『アーケイン』における『プレインズ・オブ・コンフリクト』に対する論評でトレントン・ウェッブは、ハデスは「属性に基づいた根本原理の特徴である目的意識を破壊する。この症状の1つが、この地の能力である、キャラクターの服の色を褪せさせることなのだ！」 と述べた。

## 住人
この次元界は主にタナーリとバーテズゥによって、流血戦争における戦場として使用される。固有のクリーチャーはユーゴロス、ディアッカ、ホードリング、ラルヴァ、ナイトハグなどが挙げられる。ギリシア神話の諸神格、ナイトハグの母たるセジリューン、その他などいく柱かの神格もここに住まう。

## 構造
ハデスは空間的に無限大の次元界であり、3つの階層ないしは亜次元界を備えている。それらは時に「3つの憂鬱」と称されることもある。第1階層オイノスにはステュクス河が流れ、他の悪の属性を帯びた「下方次元界」と接続している。ハデスの第1階層オイノスは深き暗闇の幽閉界カルケリ、永遠に荒涼たる苦界ゲヘナと隣接している。ハデスとこれら2つの次元界の間の移動は特定の場所で可能である。
「キンオインの荒れ果てし塔」はユーゴロスによって建造、維持されており、ハデスの第1階層に存在する。

## 階層
ハデスには3つの階層が存在し、時に「3つの憂鬱」と称される。

### オイノス
第1階層オイノスには多くの神格の領地、インキャビュロスの領地である「チャーネルハウス」、ケレンヴォーの領地である「クリスタル・スパイア」（以前はミルカルのボーン・キャッスル）、オークの神格ヤートラスの領地である「フレッシュスラウ」、ドワーフの神格アバサーの領地である「グリッターヘル」、ウルドの神格クラウリークの領地である「ウルドレスト」などが存在する。ここはまた、多くの場合流血戦争における戦場となり、そしてユーゴロス傭兵たちの故郷である「キンオインの荒れ果てし塔」が存在する。

### ニヴルヘイム
第2階層ニヴルヘイムには多くの神格の領地、ヘルの領地である「ニヴルヘイム」（そしてそれがこの階層自体の名称ともなった）、シャアの領地である「喪失の宮殿」、パンズリエルの領地である「リズリエル」、マスクの領地である「シャドウ・キープ」、アラウンの領地である「アンヌン」
、呪われた島、ラートリーの領地である「ダーク・オブ・ナイト」などが存在する。更にユグドラシル―世界樹―の根はニヴルヘイムにあり、翼のないドラゴンであるニーズヘッグが永遠にその根を齧っており、最後には噛み切られるであろう。

### プルトン
第3階層プルトンには多数の神格の領地、ハグの女神格セジリューンの領地である「ハグセンド」、ヘカテーの第一の領地である「アイアイア」、ハーデース神の領地である「死後の世界ハデス」、更にはオリンポス山が存在する。

## 創作の起源
ハデスはギリシア神話における死後の世界であるハデスと、北欧神話のニヴルヘイムに部分的に基づいて創作された。